# タカハヤ
タカハヤ（高鮠、Rhynchocypris oxycephalus jouyi）は、コイ目コイ科ウグイ亜科の淡水魚の一種。西日本の河川上流部に多く生息する淡水魚である。分類上は、極東ロシアから朝鮮半島にかけて分布するコウライタカハヤ Rhynchocypris oxycephalus (Sauvage et Dabry de Thiersant, 1874) の日本固有亜種とされている。

## 名称
地方名に、ハヤ、アブラッパヤ、ノメッチョ（静岡）、ヤマゴ（福井）、クソムツ（滋賀）、モツ（兵庫）、ドロバイ（岡山・島根）、ドロバコ（広島）、モツゴ、ムツゴ（四国）、アブラメ、ブラミ、ボツ、ブッゴロ（鹿児島）などがある。
英語ではSouthern fat minnowやUpstream fat minnowと、中国語ではコウライタカハヤの「尖頭鱥」に対して、「焦氏尖頭鱥」と呼ばれる。　

## 分布
富山県-静岡県以西の本州・四国・九州・五島列島・対馬に分布する。

## 形態
成魚は全長10cmほどで、前後に細長い紡錘形をしている。体色は暗褐色で、体側は鈍い金色の小点が散在する。鱗は細かく、体表はぬめりが強い。同属のアブラハヤ R. lagowskii steindachneri に似ており、分布が重複する本州の一部地域では両方とも同じ地方名で呼ばれることもある。アブラハヤは体側に黒の縦帯があること、尾柄が細いことで区別できる。またカワムツも分布が重複するが、カワムツは黒の縦帯がありオスに婚姻色が出ること、鱗が大きいこと、鼻先が短く幅も狭いこと等で区別できる。

## 生態
河川の渓流部に生息し、流れが緩くなった淵や淀みに集まる。淡水魚他種との棲み分けとしてはヤマメやアマゴより下流、カワムツより上流に生息する。また本州ではアブラハヤより上流に生息する。急勾配で他の淡水魚が少ない小河川では河口近くまで見られることもある。川の本流のみならず、清水が流入する池や用水路等にも生息する。食性は雑食性で、昆虫類、植物種子、付着藻類等を食べる。産卵期は春から初夏にかけてで、この時期のオスは吻がへら状になる。上流の砂泥底や砂礫底に多数の個体が集まり、集団で底質を巻き上げながら産卵・放精を行う。

## 利用
浮きや脈釣りなどの一本釣りまたは、サビキ釣りで釣られる。餌は、サシか赤虫がよく使われる。食用魚として認識されていないので、専門に釣る人はほとんどいないが、泳がせ釣り用の活き餌として釣られることもある。
山間部や丘陵地の河川ではわりとよく見られる魚で、渓流釣り等でかかることもある。食用に流通することはないが、食塩で体表のぬめりを取った上で、唐揚げ、天ぷら、佃煮等にして食べられる。